# Języki salisz
Języki salisz (ang. Salish) – grupa języków używanych przez Indian w zachodniej Kanadzie i północno-zachodnich Stanach Zjednoczonych. Większość języków z tej grupy jest zagrożona przez ekspansję języka angielskiego. Posługują się nimi głównie starsi ludzie, niektóre języki zna tylko kilka osób.

## Charakterystyka
Języki salisz reprezentują typ aglutynacyjny. Charakteryzują się również dużą liczbą zbitek spółgłoskowych. Możliwe są całe zdania złożone z samych tylko spółgłosek, jak np. xłp̓x̣ʷłtłpłłskʷc̓ (wym. [xɬpʼχʷɬtɬpɬːskʷʦʼ]), co oznacza w języku nuxálk „on miał krzak jeżyny”.
Niektóre języki z rodziny salisz, jak lushootseed znad Zatoki Pugeta nie mają w ogóle nosówek, co jest wielką rzadkością w językach świata.
Inną ciekawą właściwością jest struktura zdania. Podmiot wyrażany jest przez rzeczownik w dopełniaczu, a dopełnienie – przez rzeczownik w mianowniku.

## Klasyfikacja
Nie wiadomo, czy języki salisz są spokrewnione z innymi językami Indian. Najbardziej prawdopodobne jest pokrewieństwo z językiem kutenai, a także – według Edwarda Sapira – z językami wakaskimi i czimakuan.

## Podział
- gałąź bella coola
  - nuxálk (Bella Coola)

- gałąź centralna
  - Grupa A
    - tillamook (Hutyéyu)

  - Grupa B
    - komox
    - halkomelem
    - klallam (Clallam, Nəxʷsƛ̕ay̕əmúcən)
    - lushootseed (Puget Salish, Skagit-Nisqually)
    - saanicz (Northern Straights Salish)
    - nuksak
    - pentlacz
    - seczelt (Seshelt, Shashishalhem)
    - skokomisz (Twana)
    - squamish (Sḵwx̱wú7mesh)

- gałąź camosańska
  - cowlitz (Lower Cowlitz)
  - dolny czehalis
  - górny czehalis
  - quinault

- gałąź śródlądowa
  - grupa północna
    - st’át’imcets (Lillooet)
    - secwepemc (Shuswap, Secwepemctsín)
    - nlaka’pamux (Ntlakapmuk, Thompson)

  - grupa południowa
    - snczicu’umszcn (Cœur d’Alene)
    - Columbia-Wenatchi (Columbia, Moses Columbia, Moses Columbian)
    - nsilxcín (Okanagan, Colville-Okanagan)
    - flathead (Spokane-Kalispel-Flathead)